# 森野まりな
森野 まりな（もりの まりな、1987年3月9日）は、日本のAV女優。
2005年にAVデビュー。

## 作品
2005年
- 「ウリをはじめた制服少女11 目黒初ウリ少女」（10月22日、プレステージ）
- 「清純な女子校生のおマンコの食い込み」（11月1日、ワンズファクトリー）
- 「エスカレートするドしろーと娘 72」（12月1日、プレステージ）
- 「Fairy Doll 27」（12月9日、スマイリー）

2006年
- 「最終淫悶実験室 VOL.38」（1月11日、プレステージ）
- 「チアガール SWEET COSTUME SEX 01」（1月14日、フリービジョン）他出演:芹沢樹梨、遠山若菜
- 「素人生汁娘 東京サポ9」（3月1日、プレステージ）
- 「女子校生ペット 森野まりな」（4月1日、ワンズファクトリー）
- 「電話BOXで野外露出オナニー中にレイプ!?で絶叫絶叫絶叫」（4月20日、ホットエンターテイメント）
- 「騙し中出し 2」（6月22日、ブリット）他出演:夢咲こよい、松本亜璃沙
- 「女子校生制服ふぁっく」（7月1日、ワンズファクトリー）他8名出演
- 「ロリロリ中出し IV」（7月10日、隼エージェンシー）他6名出演
- 「近親相姦 父親にパイパンにされた孝行娘」（7月13日、グローリークエスト）
- 「ロリはめ 6」（7月28日、I.B.WORKS）他出演:高崎もえ、ミニうさ、松島かずは
- 「征服少女 森野まりな」（8月1日、ワンズファクトリー）
- 「女子校生強制中出し 10」（8月10日、隼エージェンシー）他8名出演
- 「競泳水着淫行 2」（8月18日、グレイズ）
- 「おはズボッ! ウソッこんな強引許されるの!? 可愛い娘ほど突きまくれスペシャル」（9月1日、アテナ映像）他多数出演
- 「制服が似合う素敵な娘 8」（9月9日、オーロラプロジェクト）
- 「愛しのフェラチーオ4」（9月10日、隼エージェンシー）他16名出演
- 「近親強姦5」（9月10日、隼エージェンシー）他7名出演
- 「ハイソな女子校生」（9月29日）他出演:本田ナミ、雨宮せつな
- 「Fairy Doll palette #03」（11月10日、スマイリー）他多数出演
- 「Fairy Doll 白濁少女 #03」（11月10日、スマイリー）他多数出演
- 「制服が似合う素敵な娘 10 まりな VOL.2」（11月25日、オーロラ・プロジェクト）
- 「彼氏も知らない（援）剃毛中出し少女」（12月12日）

2007年
- 「やっぱ! 中出しでしょ6」（2月27日、隼エージェンシー）他11名出演
- 「妹ロリペット 4時間コレクション」（5月1日、ワンズファクトリー）他多数出演
- 「女子校生レイプ6」（5月12日、隼エージェンシー）他11名出演
- 「ロリはめ コレクション40人」（6月8日、I.B.WORKS）他39名出演
- 「おはズボッ!ウソッこんな強引許されるの!? 可愛い娘ほど突きまくれスペシャル」（8月21日、アテナ映像）他出演:志津花、栗山ゆい、星沢マリ、今井みすず、澤田アンナ
- 「近親レイプ4時間 第2章」（11月10日、隼エージェンシー）他11名出演
- 「レイプ4時間」（11月23日、ビッグモーカル）

2008年
- 「食べ頃なカラダ4時間DX」（8月13日、ロータス）他出演:永瀬あき、仲咲ちはる

2009年
- 「中出し 強制ナマ射4時間」（4月3日、GLAY'z）他29名出演
- 「THE 流出! 君の過去をすべて暴露する!」（6月1日、ワンズファクトリー）
- 「清楚系女子校生24人4時間」（12月18日、メディアバンク）他23名出演

2010年
- 「THE流出!"コンプリート VOL.2」（1月1日、ワンズファクトリー）他多数出演
- 「4時間×1980円×素人中出し×7人」（2月28日、スターゲート）他6名出演
- 「4時間×1980円×エロ●い貧乳女子×9人」（4月16日、スターゲート）他8名出演
- 「BEST OF 黒ストッキング女子校生18人4時間」（9月17日、メディアバンク）他17名出演

2011年
- 「ロリ姦中出し」（8月7日、GLAY'z）他15名出演